# ソース (調味料)
ソース（英: sauce）は、調理において食品に添えたり調理に用いられる液状またはペースト状の調味料の総称である。ソースは単体で消費されることはなく、他の料理に風味や水分、および装飾を加える。sauce は、ラテン語で塩味のを意味する salsus を語源とするフランス語に由来する。ソースの多くは液状であるが、パスタのような料理では固形物を含む。

## 概要
ソースには、醤油のように調理のために購入する加工製品と、ベシャメルソースのように、通常の調理時に作るものがある。前者はガラス瓶もしくはプラスチック製のボトルやパック（弁当用などの個包装）に入れて販売される。特に、サラダ向けのソースはドレッシングと呼ばれる。
他に、食肉を調理した肉汁（フォン）が残されたソースパン（片手鍋）に香味（エシャロット微塵切りなど）を加えて作ったパンソースがある。香味がなじんだ後、液体（煮出し汁、ワイン、または水）を加えて鍋底のフォンを溶かす（デグラッセと呼ばれる工程）。更にバターを加えて即席ソースを作ることもできる。
ソースは世界中の料理において基本要素のひとつである。

## フランス料理でのソース
フランス料理でのソースは、中世にさかのぼる。伝承された多数のソースがあった。「古典的」フランス料理（19世紀から20世紀「ヌーベルキュイジーヌ」以前）では、ソースはフランス料理の特性を主に定義するものであった。
19世紀において、シェフのアントナン・カレームが「マザーソース」4種類を定め、基準としてソースを4つに分類した。
- ソース・アルマンド sauce Allemande、卵黄とレモン汁少量をベースとする
- ソース・ベシャメル sauce béchamel、小麦粉と牛乳をベースとする
- ソース・エスパニョール sauce Espagnole、焼いた骨を含むブイヨン（牛肉など）をベースとする
- ソース・ヴルーテ sauce velouté、鶏肉、魚、子牛肉などの、焼いた骨を含まないブイヨンをベースとする

20世紀初頭、シェフのオーギュスト・エスコフィエが分類を更新し、「ソース・アルマンド」を卵ベースの乳化液状（オランデーズとマヨネーズ）に置き換えて、「トマト」を追加した。エスコフィエの分類は今日のシェフにも教えられている。
- ベシャメル
- エスパニョール
- オランデーズ
- トマトソース
- ヴルーテ

調理中に使われるソースのほとんどは上記の基本ソースのひとつから派生したものである。基本ソースがレストランで使われることはないが、多くはベアルネーズなどの派生物である。

## 他の料理でのソース
他の料理でも、ソースと香辛料は重要な役割を演じる。
- イギリス料理：グレイビーは、（定番として）ジャガイモ、食肉、茹で野菜と付け合わせのヨークシャー・プディングからなる肉料理で伝統的に使われる。ブレッドソースは、イギリス料理での最も古いソースのひとつである。アップルソースとミントソースは肉料理（それぞれ豚肉とラム肉に）使われる。サラダクリームはサラダに使われる。ケチャップとブラウンソースはファストフード類に使われる。英国の辛口マスタードは（フランス、アメリカ同様に）様々な食品に使われ、ウスターソースも同様である。カスタードはデザートソースとして一般的である。これらのソースの慣習はアメリカ合衆国と同様に、元植民地の地域に広まっている。
- イタリア料理のソースには、アルフレード（アルフレッド）、バルサメッラ（ベシャメル）などのホワイトソース、シチリアーナ、ペスカトーレ、ナポリターナ、ピッツァイオーラ、アマトリチャーナ、ラグーなどのレッドソース、主にオリーブ・オイルとニンニクをベースとするペストソースがある。
- サルサ（スペイン語の「ソース」）であるグァカモレ（ワカモレ）、ピコ・デ・ガヨ、サルサ・ベルデ、サルサ・ロハは、アメリカとヨーロッパのラテン系料理の重要な要素である。主にトマト、ニンニク、香辛料が含まれ、濃いソースにはアボカドも含まれる（グァカモレ）。
- 日本料理で使われる主なソースは醤油、味噌、出汁をベースとする。柑橘類風味の醤油であるポン酢醤油、甘みと旨味を加えた醤油である「焼き鳥のたれ」は、醤油ベースのソースの例である。割り下やかえし等も醤油ベースのソースである。味噌ベースのソース（タレ）には、すりゴマを加えた「ゴマ味噌（ごま味噌）」、甘みを加えた「江戸甘味噌」、唐辛子などを加えた「辛味噌（唐辛子味噌）」がある。
  - 日本口語では、『ソース』は19世紀に伝わり、日本人の好みに合わせて大きくアレンジされた「ウスターソース」を指す場合が多い。フライ類などの料理において、主にこのソースが使用される。
- 中華料理では、発酵した大豆をベースとしたソース（醤油、黒豆醤、海鮮醤）、チリソース、オイスターソース他のソースなどの加工済みソースが知られている。珍しい（定番の）ソースに甘酢あん（甜酸醤）があり、他の地域の料理のほとんどで見られない2つの基本風味の組み合わせが並列する。
- タイ料理やベトナム料理のような東南アジア系料理では、魚を発酵した魚醤が使われる。

アジアの加工済みソースには、小麦粉などのとろみを加える成分が入らないため粘り気が無い。コーンスターチなどを調理の最後に加えてとろみを加える。

## ソースのバリエーション
トマトベース（トマトケチャップやトマトソースといった）、他の野菜や様々な香辛料ベースの多数のソースがある。日本では単に「ケチャップ」という場合トマトケチャップを指すが、他の野菜または果物もケチャップに使われる。
ソースには甘いものもあり、冷やしてまたは温めて、デザートにかけたり、添えたりする。
ソースの他の種類は煮詰めた果物で、こして果皮と繊維を取り除き、場合により糖分を加えて作る。そのようなソースには、アップルソースやクランベリーソースがあり、他の特定の食品と（アップルソースは豚肉、ハム、またはポテトパンケーキと、クランベリーソースは家禽と）共に食され、またはデザートに添えられる。

## ソースの一覧

### 西洋のソース
- ホワイトソース
  - マッシュルームソース
  - ソース・アルマンド
  - ソース・アメリケーヌ
  - ソース・ヴルーテ

- ブラウンソース
  - グレイビーソース
  - ドミグラスソース
  - プーティンソース
  - ほかソース・オゥ・ポワヴル、ソース・シャトーブリアン、ソース・ブラゴーニュ、ソース・ボルドレーズ、ソース・ロベール など

- ベシャメル系
  - オーロラソース
  - ベシャメルソース
  - モルネーソース

- 乳化ソース
  - ヴィネグレットソース（フレンチドレッシング）
  - ソース・オランデーズ
  - ソース・ベアルネーズ
  - サラダクリーム
  - アイオリソース
  - マヨネーズ

- バターソース
  - ソース・ブールブラン
  - カフェ・ド・パリ・ソース
  - ムニエルソース

- トマトソース
  - アマトリチャーナ
  - アラビアータ
  - マリナーラソース
  - ミートソース

- オイルソース系
  - アンショワード（アンチョビとオリーブ油）

- 生野菜微塵切り・すりおろしを含むソース
  - タルタルソース
  - ペスト
  - ラビゴットソース
  - ラテンアメリカの各種サルサ（サルサ・ベルデ、ワカモレ など）
  - アプフェルクレン

### アジアのソース
- シーフード系
  - オイスターソース
  - 魚醤類（日本のしょっつる、タイのナンプラー、ベトナムのヌクマム など）
  - 海鮮醤（ハイセンジャン）
  - ケチャップ

- チリソース系
  - ケチャップマニス
  - サンバル

- その他
  - 醤油
  - カレーソース
  - ダックソース、プラムソース - 北京ダック調理に使う
  - 豆チ醤、タオチオ（豆豉を用いたソース）
  - 甘酢あん（甜酸醤）

### その他各種のソース
- ウスターソース（イギリス）
- とんかつソース（日本。広義のウスターソースに分類される）
- 中濃ソース（日本。広義のウスターソースに分類される）
- ザジキ（ギリシア）
- ソース・アラシッド（西アフリカ）
- チャツネ （南アジア）
- ブレッドソース （イギリス）
- モーレ （ラテンアメリカ）
- 各社から発売されている各種辛味ソース（商標としてヴィシャス・ヴァイパー、タバスコ、チョルーラ・ホットソース、デスソース、ダティル・ペッパーソース など）
- 蓼酢

### スイートソース
スイートソースについては、デザートソースの一覧も参照。
- カスタード
  - クレーム・アングレーズ
- チョコレートソース、ファッジソース
- バタースコッチソース
- フルーツソース
  - アップルソース
  - クランベリーソース
- コーヒーソース